# Universität Venedig
Die Universität Venedig (italienisch Università Ca’ Foscari di Venezia, lateinisch Venetiarum Universitas in Domo Foscari) ist eine im 19. Jahrhundert gegründete Hochschule in der Lagunenstadt Venedig.

## Geschichte

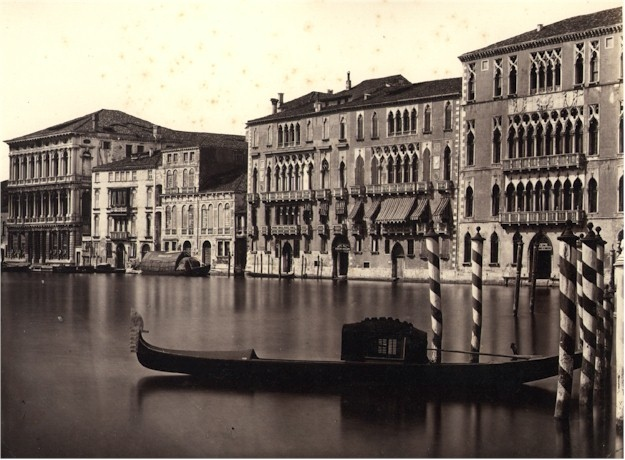
Palazzo Foscari am Canal Grande, Fotografie von Carlo Ponti

### Gründung
Am 6. August 1868 wurde die Scuola Superiore di Commercio, die erste Handelshochschule Italiens, gegründet. Ihr Name lautete Regio Istituto di Economia e commercio.

### Faschistische Jahrzehnte
Direktor wurde 1922 Gino Luzzatto. Als Faschisten 1925 versuchten, den Direktor zu stürzen, stellten sich seine Kollegen und die Studentenschaft auf seine Seite. 1938 wurden mittels der Rassengesetze alle jüdischen Kollegen und Luzzatto selbst zum Rücktritt gezwungen; einer seiner Studenten, Massenzio Masia, wurde 1944 in Bologna gefoltert und ermordet. Ausdrücklich hielt man an der Universität fest, dass Luzzatto, Adolfo Ravà, Gustavo Sarfatti und Elsa Campos Juden seien, auch mütterlicherseits, und sandte die entsprechende Liste nach Rom.
Der ehemalige Bürgermeister Davide Giordano sollte die Universität auf den faschistischen Kurs bringen. Bei seiner Antrittsrede im akademischen Jahr 1930/31 kündigte er an, die Universität dem Regime unterzuordnen. Um die ideologische Durchdringung durchzuführen, wurde das Haus dem Ministero dell’Economia nazionale entzogen und dem Ministero della Pubblica istruzione unterstellt. 1935 und 1936 wurde es direkt der staatlichen Finanzierung unterstellt. Dieses Vorgehen, bei gleichzeitiger Ausweitung der Studiengänge, entsprach den Plänen Giuseppe Volpis von einem Groß-Venedig. Kolonialpolitik wurde nicht nur zum Studiengang, sondern die Studenten wurden unmittelbar ermutigt, an den Kriegen in Äthiopien und Spanien teilzunehmen. Verfechter dieser Ausrichtung auf die Besiedlung und Ausbeutung der Kolonien wurde der bis 1939 amtierende Direktor Agostino Lanzillo. Auch baulich und künstlerisch wurden die Erfolge des Regimes sichtbar gemacht. Noch 1938 schrieb Lanzillo allerdings, Luzzatto sei der einzige Professor, der die Universität in Wirtschaftsfragen angemessen vertreten könne. Wenig später wurde er dennoch seines Amtes enthoben. Als nächster verlor der Rechtsphilosoph Adolfo Ravà seine Professur. Schließlich musste auch die aus Split stammende Elsa Campos mit 26 Jahren die Universität verlassen. Ähnlich erging es der 61-jährigen Dozentin für Deutsch Olga Blumenthal Secréant, die 1929 zum Katholizismus übergetreten war. Sie starb am 24. Februar 1945 im KZ Ravensbrück.
So waren nicht nur die fünf jüdischen Dozenten ohne Amt, wobei das Haus insgesamt 58 Dozenten beschäftigte. Da Frauen, wie auch hier, selten Professuren innehatten, gelang es den meisten von ihnen, wenn sie überlebt hatten, nicht, ihre akademische Karriere wieder aufzunehmen. Luzzatto wurde durch Ezio Vanoni ersetzt.
Im akademischen Jahr 1937 hatte die Universität 1604 eingeschriebene Studenten, zu denen 1078 Männer und 526 Frauen zählten. 10, bzw. 13 von ihnen waren Nicht-Italiener. Auch in den Jahren zwischen 1935 und 1940 schwanktei die Zahl der ausländischen Studenten zwischen 10 und 23. 1938 galten 12 Studenten als ‚wahrscheinlich jüdisch‘, davon allein 9 Frauen. Dabei war Olga Manente die Tochter eines italienischen Soldaten und einer Äthiopierin. Sie war von 1937 bis November 1945 eingeschrieben. Manente war wohl die erste schwarze Studentin an der Universität; über sie ist ansonsten nichts bekannt.
Zuvor kamen Ausbildungsgänge im Bereich Fremdsprachen hinzu, die 1954 als eigene Fakultät organisiert wurden. Auf Luzzattos Stuhl, der 1944 zurückkehrte und den Pro-Rektor Italo Siciliano (1. Mai – 5. Juli 1945) ablöste, folgte Amintore Fanfani, den er selbst empfohlen hatte. Nur zwei Parteigänger der Faschisten mussten die Universität verlassen. Luzzatto sorgte sogar dafür, dass ausgerechnet Lanzillo verschont wurde. Im August 1943 hatte der Fakultätsrat geschlossen für die Rückholung Luzzattos votiert, dieser hatte ab Ende 1944 mit Lanzillo korrespondiert. Luzzatto schwieg nach dem Krieg und dem Ende des faschistischen Regimes weitgehend über die rassistische Verfolgung.

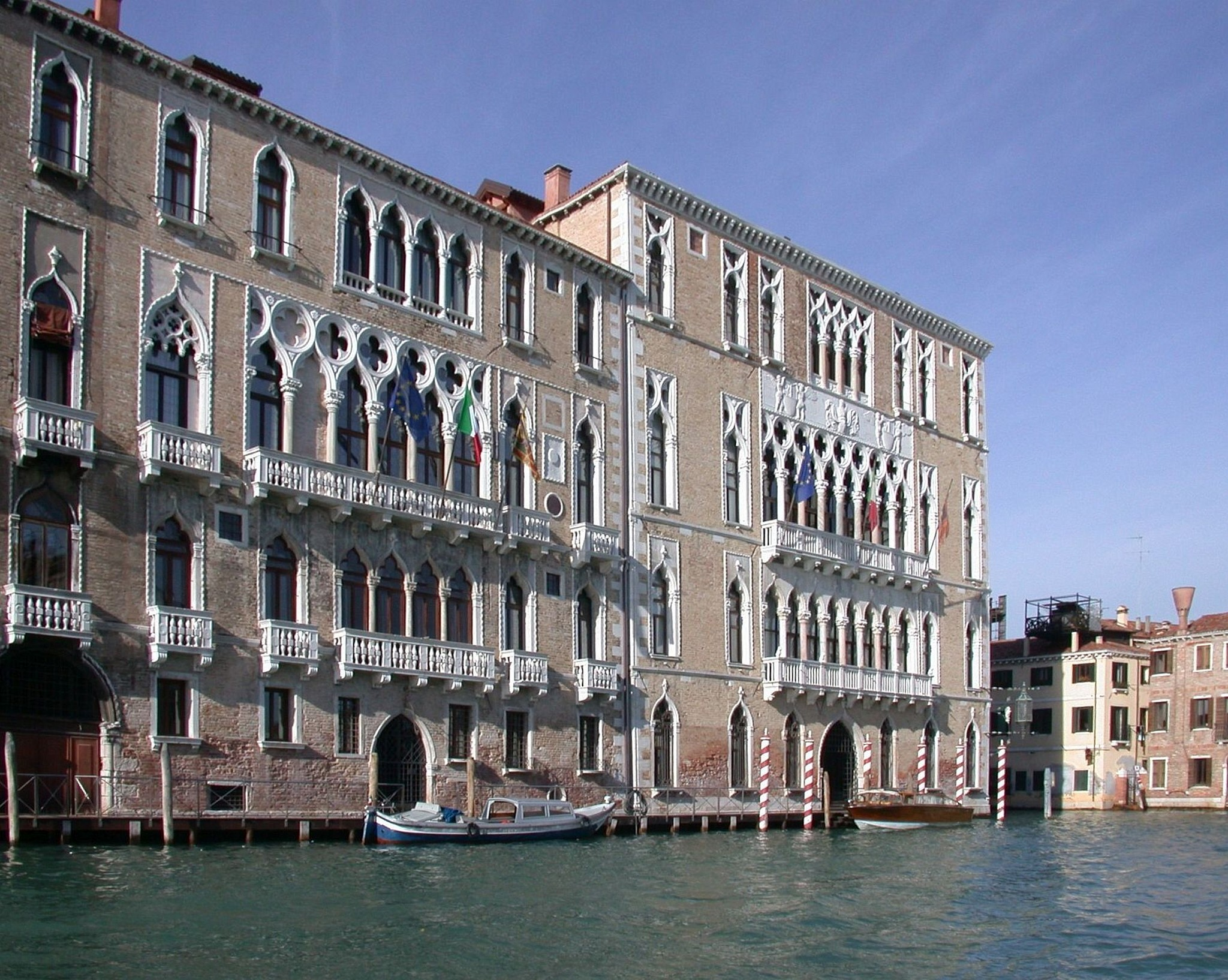
Der Palazzo Foscari im Jahr 2007

### Jüngere Geschichte
Der Status einer Volluniversität wurde 1968 erlangt. 1969 kamen mit Literaturwissenschaft/Philosophie und Industriechemie zwei weitere Fakultäten hinzu; letztere wurde 1990 in Fakultät für mathematische, physikalische und Naturwissenschaften umbenannt. Die heutigen vier Fakultäten bieten elf verschiedene Abschlüsse. Zur Förderung besonders begabter Studenten gründete die Universität 2012 das Collegio Internazionale Ca’ Foscari.

## Name und Sitz
Der Name der Universität stammt von dem Gebäude, in dem sie untergebracht ist, die Ca’ Foscari, ein am Canal Grande gelegener und 1845 von der Stadtverwaltung erworbener Adelspalast der Familie Foscari. Inzwischen gehören aber auch weitere über das Gebiet der Stadt verteilte Gebäude zur Universität. Die Universitätsbibliothek umfasst 50.000 Bände.

## Sonstiges
Neben der Ca’-Foscari-Universität existieren noch eine Internationale Universität sowie die Universität für Architektur IUAV (Istituto Universitario di Architettura di Venezia) in der Stadt.